# Cumberland-Denkmal
Das Cumberland-Denkmal wurde am 6. Juni 2002 auf der Insel Norderney errichtet. Es ist eine Nachbildung des Originals von 1866, das 1938 beim Versuch, es umzusetzen, zerstört wurde.

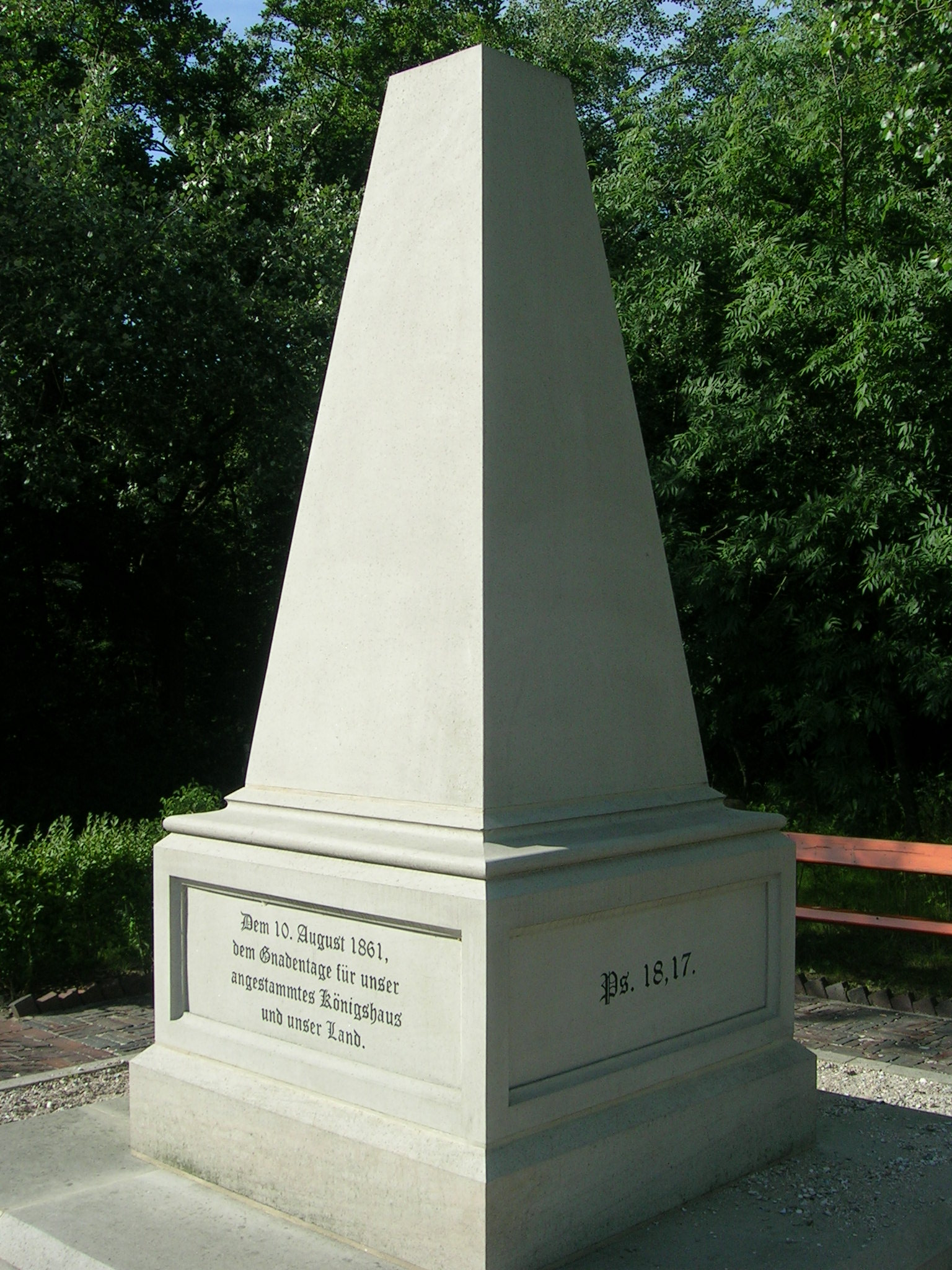
Das Cumberland-Denkmal

Das Denkmal hat die Form eines kleinen Obelisken, der auf einem viereckigen Sockel steht. Auf den vier Seiten des Sockels steht jeweils ein Hinweis auf ein Mitglied des Königshauses Hannover:
- Ernst August, Kronprinz von Hannover
- Georg V., König von Hannover, sein Vater
- Marie, Königin von Hannover, seine Mutter
- Ernst August I., König von Hannover, sein Großvater

## Geschichte
1836 besuchte Kronprinz Georg, der spätere König Georg V. von Hannover, der zugleich Herzog von Cumberland war, zum ersten Mal die Insel Norderney. Die Seeluft gefiel ihm und er erhob Norderney zu einer seiner Sommerresidenzen. Am 10. August 1861 rettete der Badewärter Gerrelt Janssen den 16-jährigen Kronprinzen Ernst August, den ältesten Sohn Georgs V., vor dem Ertrinken und damit das Haus Cumberland vor dem Aussterben. Diese Tat war der eigentliche Anlass für die Aufstellung des Denkmals.